# الطائر المقلد
الطَّائِرُ الْمُقَلِّدُ (بالإنجليزية: Mockingjay)؛ رواية ديستوبية للكاتبة الأمريكية سوزان كولنز، صدرت في العام 2010، وجاءت لتُكمّل أحداث رواية ألسنة اللهب (الرواية الثانية من السلسلة) المصنّفة الأكثر مبيعًا في عامي 2008-2009. الرواية مكتوبة على لسان بطلتها كاتنيس إيفردين، وهي فتاة في السادسة عشرة من العمر، تعيش في عصر نهاية العالم في المقاطعة الثانية عشرة، في دولة بانيم بأمريكا الشمالية، الخاضعة لسلطة الكابيتول، وهي حاضرة متقدمة للغاية، استطاعت أن تبسط سيطرتها العسكرية والسياسية على عموم مقاطعات الدولة. تواصل كاتنيس إيفردين سرد حكايتها، حيث توافق في هذا الجزء من الثلاثية، على توحيد وقيادة الثورة التي اشتعلت بين أمة بانيم المُقسّمة إلى اثنتي عشرة مقاطعة، وهي الثورة التي تصدَّرت المقاطعة الثالثة عشرة لتبنّيها، المقاطعة التي كان يُعتقد بين سكان المقاطعات الأخرى - طوال خمسة وسبعين عامًا - أنها لم تعد موجودة، عقب الثورة الأولى التي قام بها سكان بانيم ضد الكابيتول وعقب الحرب التدميرية العقابية التي شنتها الأخيرة ضد المقاطعات. في النهاية تنجح كاتنيس في توحيد الثورة بوصفها الطائر المقلد الذي غدا رمزًا للثورة، وإسقاط الرئيس سنو، بعد حرب مريرة قادتها مع مجموعة من المجالدين والقوات الخاصة التي دفعت بها المقاطعة الثالثة عشرة. تصف أحداث الرواية الأخيرة، منعطفات الثورة، وكيف كادت أن تفشل أكثر من مرة، وكيف نجحت الثورة في النهاية، وكيف انتهت قيادة الثورة.
تلقت الرواية إشادة من أبرز النقاد والمؤلفين واستُعرِضت طيَّ مراجعات كثيرة في عددٍ كبير من الصُحف والمجلات العالمية والمختصة. كما أشيد بحبكة الرواية ونهايتها المتُّسقة مع الثلاثية، إلا أن بعض النقاد، أخذوا على كولنِز تسرّعها في لملمة الرواية، حيث لم تُخصّص حيزًا كبيرًا لأحداث الرواية ولأنها قفزت إلى النهاية دون حلِّ خيوطها المتشابكة الكثيرة، وهو الأمر الذي «خيَّب أمل» القراء على حد وصف المراجعين. في هذا الجزء من الثلاثية، رُكِّز على مواضيع تلفزيون الواقع، حرب الشوارع، الحروب الإعلامية والنفسية. وقد فازت الرواية بالعديد من الجوائز، ومنحتها أسبوعية بابليشرز ويكلي، جائزة «أفضل كتب العام» لعام 2010.
نُشرت رواية الطائر المقلد لأوّل مرة بطبعتين ورقية وصوتية في يوم واحد، في 24 أغسطس 2010، وكانت الطبعة الورقية فنّية مُجلَّدة عن طريق مؤسسة إستلاستيك، وقام مصمّم غلاف مباريات الجوع تيم أوبراين بتصميم غلافها، ثم صدرت بعدها طبعات بأغلفة ورقية وإلكترونية. بيع من الرواية أربعمائة وخمسين ألف نسخة في أوّل أسبوع من طرحها، وهو ما فاق جميع التوقعات، وبحلول العام 2014، وصلت مبيعات الرواية إلى أكثر من 18 مليون نسخة. ومنذ إصدارها، تُرجمت الرواية - ضمن ترجمة الثلاثية - إلى إحدى وخمسين لغة، وبيعت حقوق نشرها في ست وخمسين دولة ومنطقة. والرواية هي الثالثة في سلسلة مباريات الجوع، سبقتها روايتي ألسنة اللهب (الصادرة في العام 2009)، ومباريات الجوع (الصادرة في العام 2008). وكسابقاتها، تحوّلت الرواية إلى عمل سينمائي مقتبس من جزأين ضمن سلسلة أفلام مباريات الجوع، وقام المخرج فرانسيس لورانس بإخراج العملين، وقد صدر الجزء الأوّل من الفيلم المقتبس في 21 نوفمبر 2014، ثم صدر الجزء الثاني منه في 20 نوفمبر 2015، إلا أن كولِنز لم تشارك بنفسها في كتابة سيناريو الفيلم، مثلما فعلت في الجزء الأوّل من سلسلة الأفلام.

## نشوء الفكرة وتنميتها
قالت كولنز أنها الإلهام الرئيسي الذي أوحى إليها كتابة ثلاثية مباريات الجوع جاء من قصة أسطورة ثيسيوس والمينوتور. ففي الميثولوجيا الإغريقية، كعقوبة على مقتل أندروغيوس نجل الملك مينوس، قام الأخير بإجبار أثينا على التضحية بسبعة فتيان وسبع فتيات يُرسلون إلى متاهة جزيرة كريت لمواجهة المينوتور حيث يقتلون على يده. بعد عقود، قرر ثيسيوس، ابن الملك الأثيني أيغيوس، وضع حد لإرهاب المينوتور ومينوس، لذا ألحَّ على والده للانضمام إلى المجموعة الثالثة من الضحايا الأربعة عشرة، حيث يقوم أثناء رحلته مع الفتية والفتيات بقتل المينوتور والعودة برفاقه من متاهة الوحش.
كذلك أضافت كولنز إن هناك العديد من أوجه الشبه بين الإمبراطورية الرومانية والأمة المُتخيَّلة لبانيم، واصفة مباريات الجوع بأنها «نسخة حديثة من المصارعة الرومانية، التي تستلزم حكومة مُستبدة تجبر الناس على القتال حتى الموت كترفيه شعبي». تُفسّر كولنز أيضًا أن اسم بانيم «Panem» جاء من العبارة اللاتينية (باللاتينية: Panem et Circenses)، أي بمعنى «الخبز والسيرك» وهي سياسة إلهاء استخدمها الأباطرة الرومان لاسترضاء الجماهير من خلال توفير الطعام والترفيه.
الطائر المُقلِّد - كما هو الحال مع الروايتين السابقتين ضمن الثلاثية - تحتوي على سبع وعشرين فصلًا، بإجمالي تسعة فصول فرعية لكل واحد من الفصول الثلاثة الرئيسية. هذه البنية، التي سبق أن استخدمتها كولنز في سلسلتها سجلات أندرلاند، جاءت من خلفية الكتابة المسرحيَّة لكولنز. هذا العمل بفصوله الثلاث كان واضحًا في بنية الثلاثية؛ وكانت كولنز قد ذكرت أنها «عرفت منذ البداية» أنها ستكتب ثلاثية.
كانت مؤسسة إستلاستيك قد كشتفت عن عنوان وغلاف الرواية في 11 فبراير 2010. صُمِّم الغلاف ليتناسق مع تصميم غلافي الروايتين السابقتين، مُتضمّنًا رمزًا للسلام حيث استمد ذلك من موضوع الرواية. أمّا عنوان الرواية فقد جاء من الطيور الهجينة التي تحمل نفس الاسم - المُتخيَّلة من قبل الكاتبة - المذكورة في كل الروايات، ومما جاء في مجلة بابليشرز ويكلي عنها: «الطيور الهجينة تعدُّ رمزًا مهمًا للأمل والثورة في جميع الكتب». بينما شبّهت كولنز كاتنيس بالطائر المُقلّد، ذلك أن كليهما «لم يكن يجب أن يكون موجودًا أبدًا» على حدِّ تعبيرها.

## الشخصيات
- كاتنيس إيفردين[ب] هي بطلة الرواية وراوية السلسلة. تبلغ من العمر 16 عامًا - وقت بدء الرواية الأولى - وهي شخصية تتصف بالهدوء والاستقلالية والقوة. لديها شعر أسود طويل، بشرة حنطيّة، وعيون رمادية، وهي سمة مميّزة اكتسبتها لكونها من أهالي منطقة مناجم الفحم في المقاطعة الثانية عشرة المعروفة باسم منطقة السيم.[يب][12] سُمّيت باسم كاتنيس[يج] نسبة لنبتة سهم الماء المائية. تعيش مع والدتها وشقيقتها الصغرى بريمروز[يد] الملقبة بـ«بريم».[يه] توفي والدها في انفجار منجم تعدين قبل سنوات، وهي الحادثة التي أثّرت بشدّة على والدتها التي أُصيبت بالاكتئاب الشديد، ممّا أجبر كاتنيس على أن تتولّى بنفسها مهام ربّ الأسرة وتصبح بمثابة الأم الراعية للعائلة، واكتسبت عددًا من المهارات باستمراها بالصيد لتأمين طعام لعائلتها، وهو أمر تعلمته من والدها الذي كان يأخذها معه في رحلات صيد في الغابة. حين اختيرت بريم (بواسطة نظام الحصاد السنوي العشوائي) لتكون مجالدة حتى الموت في دورة مباريات الجوع السنوية الرابعة والسبعين لتحارب مجموعة المجالدين الثلاث والعشرين الآخرين الذين يُختارون سنويًا في مباريات الجوع، تطوّعت كاتنيس لتحل محلها.
- بيتا ميلارك[يو] هو المجالد الذي مثّل المقاطعة الثانية عشرة في الدورة الرابعة والسبعين والخامسة والسبعين من مباريات الجوع. هو بنفس عمر كاتنيس، ذو بشرة فاتحة وشعر أشقر وعينين زرقاوين، وهو ما يُميز أهالي مركز المدينة في المقاطعة الثانية عشرة، وهم تجار من الطبقة الوسطى ويتمتّعون برخاء أكثر بقليل من عموم أهالي منطقة السيم. بيتا هو ابن خباز، وتتكوّن عائلته من شقيقين وأب هادئ وأم شديدة الانضباط. وقع بيتا في حب كاتنيس منذ أن رآها أول مرة خلال طفولتهما في المدرسة الابتدائية، وقد أعلن عن حبه لها في المقابلة التلفزيونية التعريفية بالمجالدين قبل بدء الدورة الرابعة والسبعين من مباريات الجوع.
- غايل هاوثورن[يز] هو فتى من أهالي منطقة السيم[يب] في المقاطعة الثانية عشرة. هو صديق كاتنيس المُقرّب، وهو أسنُّ منها بعامين. يشاركها مهارة الصيد. وهو ذو شعر أسود وبشرة حنطية وعينين رماديتين، وهي ذات سمات كاتنيس، ما جعله يبدو وكأنه شقيقها أو توأمها. غدا أفضل صديق لكاتنيس بعد أن تعارفا في الغابة أثناء الصيد. وبسبب بنيته العضلية ووسامته، لفت انتباه العديد من فتيات المقاطعة. يعيش غايل مع والدته هازال وثلاثة من إخوته الصغار، وغدا ربًّا لأسرته مثله مثل كاتنيس بعد وفاة والده في حادث التعدين نفسه الذي أدى إلى مقتل والد كاتنيس. ولكونهما من السيم حيث تتشابه ملامحهما، نُشِرت شائعة كونهما أبناء عمومة، للتغطية على علاقته بكاتنيس، وكي تبعد أية شكوك حول صدق العلاقة الغرامية التي تجمع كاتنيس مع بيتا. وعلى الرغم من أن الكابيتول أظهرت استحسانها لهذه الشائعة، إلا أن الشائعة سبّبت تدهورًا في العلاقة بين غايل وكاتنيس.
- بريمروز ("بريم") إيفردين[يد] هي الأخت الصغرى لكاتنيس. تبلغ من العمر 12 عامًا (وقت الدورة الرابعة والسبعين من مباريات الجوع). في موسم «حصاد» الدورة الرابعة والسبعين من مباريات الجوع، اختيرت - بواسطة القُرعة - لتكون المجالدة التي ستمثل المقاطعة الثانية عشرة، إلا أن كاتنيس تطوّعت لتحل محلها. قبل أن تتوجه كاتنيس إلى الكابيتول، بريم جعلت شقيقتها تعدها أن تحاول جاهدة بالفوز بمباريات وأن تعود سالمة. وكان لهذا الوعد الذي قطعته كاتنيس على نفسها فعل المرشد وسببًا في العديد من تصرفات كاتنيس خلال المباريات.
- هايمتش آبرناثي[يح] هو «رجلٌ بدين في أواسط العمر» مدمنٌ على الكحول، فاز بالدورة الخمسين من مباريات الجوع، وذلك قبل 24 عامًا من بدء أحداث الرواية الأولى.[13] كونه المنتصر الوحيد الحي من المقاطعة الثانية عشرة، فقد أُجبِر على إرشاد جميع مجالدي المقاطعة في كل دورة من الدورات الأربعة والعشرين للمباريات اللاحقة لدورته. وهو وإن بدأ - عند توليه أمر إرشادهما في الدورة الرابعة والسبعين من المباريات - بمعاملة بيتا وكاتنيس بازدراء، إلا أنّه مع الوقت أصبح أول الداعمين لهما.
- الرئيس كوريلانوس سنو[يط] هو الغريم الرئيسي المستبد في هذه السلسلة، حيث يحكم الكابيتول وعموم بانيم.[14]

## القصة
بعد أحداث ألسنة اللهب، نُقِلت كاتنيس إيفردين إلى منطقة شديدة التحصين في أعماق المقاطعة الثالثة عشرة حيث يقع مقر الثوار في بانيم، حيث التقت هناك بوالدتها، وشقيقتها بريم، ومُرشدها هايمتش آبرناثي، وأصدقائها فينيك أوداير وغايل هاوثورن مع من نجى من أهالي المقاطعة الثانية عشرة. في النهاية، وافقت كاتنيس على مضض لتكون «الطائر المُقلِّد» - رمز الثورة - بالتالي المشاركة في حملات الحرب الإعلامية والدعائية التي تُحضّر المقاطعة الثالثة عشرة لصنعها وبثها ضد الكابيتول. إلا أن كاتنيس اشترطت عدة شروط من أجل انضمامها للجهود الحربية ضد الكابيتول، وكان من بين شروطها: أن تمنح رئيسة المقاطعة الثالثة عشرة ألما كوين الحصانة لجميع مجالدي مباريات الجوع المُنتصرين المتبقين على قيد الحياة، حيث شمل العفو كل من صديقها بيتا ميلارك وصديقة فينيك آني كريستا، كذلك أصرّت أن يكون أمر قتل أو إعدام رئيس بانيم كوريلانوس سنو على يدها، وهو الأمر الذي أُجبرت الرئيس كوين على قبوله في النهاية، وهو الاتفاق الذي أصبح يُعرف بـاتفاق الطائر المُقلِّد.
على الجانب الآخر، بدأ بيتا بالتعرّض للتعذيب من قبل الكابيتول بهدف تدمير معنويات كاتنيس، وكان للكابيتول ما أرادت، فاضطرت المقاطعة الثالثة عشرة أن تُرسل فرقة إنقاذ خاصة لتحرير بيتا رفقة المجالدين الآخرين من الأسر، وهو ما نجحوا فيه، حيث عادوا بهم جميعًا إلى المقاطعة الثالثة عشرة. إلا أن كاتنيس فوجئت عند احتضانها لبيتا بأن الأخير كان ضحية لعملية غسيل دماغ مُوجّهة ضدّها، هدفت إلى أن تجعل بيتا سلاحًا كابيتوليًا لقتلها، وهو الأمر الذي بدأ منذ أوّل لحظة لقاء جمعتهما، إلا أن الحرس في المقاطعة الثالثة عشرة نجحوا بالسيطرة على بيتا وتحرير كاتنيس من بين يديه بعد أن كانت قاب قوسين أو أدنى من أن تموت خنقًا بسببه. في النهاية قُيِّد بيتا ووُضِع تحت حراسة مُشدّدة، ثم بدأت محاولات فاشلة لعلاجه واستعادة ذاكرته. خلال تلك الفترة، تزوج فينيك بآني، وبدأت التحضيرات للحرب الدعائية.

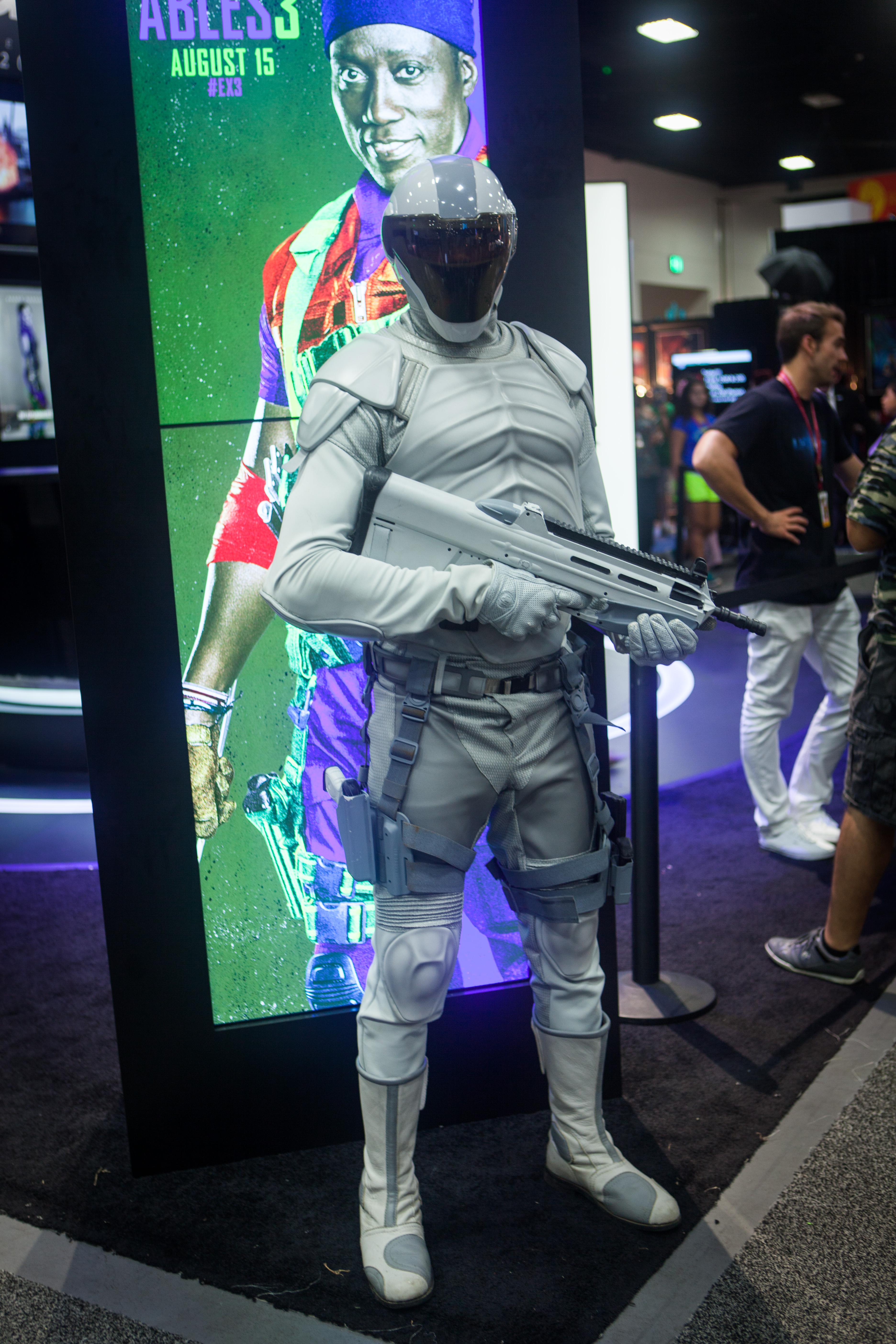
معجب يُقلّد شخصية أحد أفراد قوات حفظ السلام الكابيتولية.

أُرسلت كاتنيس وغايل لإقناع المقاطعة الثانية للانضمام إلى الثورة. وهي المقاطعة الوحيدة التي بقيت مستعصية على الثوار، وكانت تُشكّل حجر عثرة أمام تقدّم قوات الثورة باتجاه الكابيتول. وبعد عدة جولات، أدّت إستراتيجية غايل المثيرة للجدل إلى انتصار حاسم على المقاطعة الثانية، مما سمح لبدء الهجوم النهائي على الكابيتول. عُيّنت كاتنيس ضمن فرقة من ثمانية أعضاء، سُميّت بفرقة النجوم، وأُرسِلت مع طاقم إعلامي لتصوير دعاية حربية في محيط الكابيتول لتوجّه ضد أهالي الكابيتول بهدف كسر منعويات الجيش الكابيتولي وإشاعة خبر سيطرة قوات الثورة على أجزاء كبيرة من العاصمة. في تلك الأثناء، رغم أنّه ما زالُ يُشكّل خطرًا على حياة كاتنيس، انضم بيتا إلى فرقة النجوم بدفع من الرئيسة كوين. وهو الأمر الذي جعل كاتنيس تستيقين أن كوين تريد قتلها، بسبب ما تحظى به كاتنيس من قوة تأثير مُتزايد بين الثوار وما تُشكّله من رمزية لكل الثورة، وهو ما يعني تحجيم طموحات كوين.
أثناء التصوير في أحد أحياء الكابيتول التي كان يُفترض أن تكون آمنة، أُصيب قائد الفريق بوغز بجروح قاتلة، وقبل موته بلحظات، قام بنقل قيادة الفرقة إلى كاتنيس. أمرت كاتنيس الفرقة بالتسلّل إلى مركز الكابيتول لقتل الرئيس سنو، مُخبرة فريقها أن خطة القتل هذه، كانت خطة سرية مُتّفق عليها مع الرئيس كوين. لاحقًا، بعد أن قُتِل نصف الفرقة، كشفت كاتنيس لفريقها عن أن الخطة كانت من بنات أفكارها وبناء على قرارها الشخصي، وأنها كذبت بشأن وجود خطة سريّة، إلّا أن الفرقة تمسك بها، واستمرت معها بالتوجّه باتجاه المقر الرئاسي حيث يتواجد الرئيس سنو.
دخلت الفرقة - إضافة إلى الثوار - في أَتُون حرب حضرية، قُتل فيها العديد من رفاق كاتنيس، بمن فيهم فينيك. ومع وصول كاتنيس وغايل إلى أعتاب قصر الرئيس سنو، أسقطت طائرة عمودية تحمل شعار الكابيتول عدة قنابل على مجموعة من أطفال الكابيتول الذين كان الرئيس سنو قد أمر باستقبالهم في قصره شديد التحصين إثر نزوح أهالي الكابيتول من المحيط - حيث تشتد المعارك - إلى المركز الخاضع لسيطرة الجيش والقوات الأمنية. وتدفّق إثر ذلك القصف إلى المنطقة - حيث يتواجد الأطفال - مجموعة من مسعفي الثوار كان من بينهم بريم، لتقديم إسعافات وعلاجات أولية للأطفال المُصابين، وأثناء ذلك بدأت في نفس المنطقة موجة قصف ثانية - هي الأشدُّ فتكًا وقتلًا - من نفس الطائرات، وأدّت إلى قتل بريم وإصابة كاتنيس بحروق شديدة.
بينما كانت كاتنيس تتعافى من الحروق التي أصابتها، حيث بدأت بالتأقلم مع معاناتها من الاكتئاب الشديد الذي سيطر عليها بسبب مقتل أختها، عرّفت أن الثوار سيطروا على الكابيتول وأن الرئيس سنو غدا قيد الاعتقال وأنهم يرتبون إلى إعدامه علنًا. وحين تواجهت مع سنو لوحدهما في مقر اعتقاله، ادّعى الأخير أن كوين هي من قامت بتنظيم عملية التفجير التي استهدفت الأطفال قرب قصره، بهدف تحويل ما بقي من أنصاره ضده وإنهاء ما بقي من مقاومة في الكابيتول كانت تحول دون سقوطها بيد الثوار. كانت كاتنيس تدرك أن غايل اقترح في غرفة القيادة في المقاطعة الثالثة عشرة تكتيكًا وحشيًا مُشابهًا. بذلك أصبحت كاتنيس مقتنعة أنه بدلًا من تأسيس جمهورية يحكمها ممثلون عن كل مقاطعة، تعتزم كوين أن تحل محل سنو وتحافظ على الوضع السياسي الراهن.
بعد لقاء كاتنيس بسنو، استضافت كوين اجتماعًا ضمَّ كل المنتصرين السبع من المجالدين، وهم: كاتنيس، بيتا، هايمتش، جوانا، إينوباريا، آني كريستا، بيتي، وكان على هؤلاء أن يُقرّروا ما إذا كانوا سيستضيفون مباريات جوع رمزية أخيرة، تُنضم بأطفال أرفع مسؤولي الكابيتول، بهدف القضاء عليهم جزاءً من الثورة للكابيتول مقابل الإبقاء على حياة جميع سكان الكابيتول. ومع أن ثلاثة من المنتصرين هم: بيتي وآني وعلى رأسهم بيتا، عارضوا بشدّة خطة السلام المقترحة، إلا أن المُقترح مرّ بموافقة كاتنيس وهايمتش وجوانا وإينوباريا.
عُيّنت كاتنيس لتقوم بإعدام الرئيس سنو، إلا أنّها عند لحظة تنفيذ الإعدام، وجّهت سهمها القاتل باتجاه الرئيس كوين، حيث قتلتها مباشرة، ثم حاولت كاتنيس الانتحار على الفور بحبوب انتحار تُسمّى نايتلُك، لكن بيتا تدخل وأسقط القرص من يدها، ولم تمر ثوان حتى قُبض عليها من قبل الحرس. وقد فجّر مقتل كوين أعمال شغب، وعُثر على سنو ميتًا فيما بعد. واستلمت القائد بايلور زعيمة المقاطعة الثامنة مهام الرئاسة التي كانت تتولاها كوين.
بعد فترة، بُرِئت كاتنيس من جريمة القتل العمد بعد أن وُصِمت - إثر تقارير طبيَّة كاذبة - بالجنون. وأُرسلِت بعدها إلى منزلها في حي المنتصرين في المقاطعة الثانية عشرة، بينما غادرت والدتها إلى المقاطعة الرابعة بسبب عدم رغبتها بالعودة إلى مكان يُذكرها ببريم. وتدريجيًا، عاد أهالي مقاطعة كاتنيس إلى موطنهم، ومع الوقت عاد بيتا كذلك، التي بدأ باسترداد ذكرياته مع كاتنيس وحبه لها، حيث عانقته واعترفت له بحاجتها إليه بما يُمثله لها من أمل وقوة. معًا، بدآ بكتابة كتاب ذكريات ليخلدا فيه ذكرى من قتلوا في المباريات. ومع أنهما ظلّا يُعانيان من أحداث المباريات، إلا أنهما تمكنا من الاستناد على بعضها البعض، والاستمرار بالحياة.
تحت إدارة بايلور التي انتُخِبت إثر مقتل الرئيس كوين، انتهى عصر مباريات الجوع التي ألغيت تمامًا، ودُمِّرت ميادين القتال - حيث كانت تُنظّم المباريات طيلة الأعوام الخمسة والسبعين الماضية - وأُقيمت النصب التذكارية بدلًا عنها. وبعد حوالي العقدين من ذلك، وافقت كاتنيس وبيتا على أن يكون لهما أطفال، فأنجبت وأصبح لديهما طفلين اثنين، فتى وفتاة، وغدت راضية نوعًا ما عن حياتها الجديدة وعائلتها، مع وجود ندوب نفسية تُعكّر صفو حياتها، خاصة تلك الأفكار التي تراودها في كل صباح حول اليوم الذي ستُجبر فيه على التحدث لأطفالها عن كوابيسها، مخاوفها، الحرب، المباريات وكيف تمكنت من البقاء على قيد الحياة، ومقابل استحضار تلك الأفكار، بدأت بعملية مقاومة تسذكر فيها كل الأفعال الخيّرة التي رأت أحدًا ما يقوم بها لتقاوم بها صباحاتها المعكرة. تبدو هذه العملية الشاقة وكأنها مباراة على حدِّ تعبير كاتنيس: «مثل مباريات مُتكرّرة. أشعر بعد مرور أكثر من عشرين عامًا بأنها مُتعبة بعض الشيء.» وتنتهي الثلاثية بتأمل كاتنيس القاسي: «سنضطر إلى خوض مباريات أكثر سوءًا بكثير».

## المواضيع
المراجعات أشارت إلى أن العديد من المواضيع التي تضمّنتها الروايتين السابقتين جرى تداولها كذلك في الطائر المُقلِّد. لاحظت مراجعة بالتيمور صن أن «مواضيع الثلاثية استمرت - في هذا الجزء - على نطاق واسع، شاملة المشاق الجسدية، الولاء في الظروف الطارئة واجتياز الجوانب الملتبسة أخلاقيًا». في هذه الرواية، تتعامل كاتنيس مع الخيانة إضافة إلى العنف الشديد ضد الناس. وفي الآن نفسه الذي، غدت رمزًا مُلهمًا لحياة آلاف من الناس، كان عليها أيضًا أن تقود هؤلاء الناس أنفسهم إلى الحرب. أخيرًا، أدركت كاتنيس أنها لا تستطيع الوثوق بالرئيسة كوين، حاكمة المقاطعة الثالثة عشرة.
في مقابلة مع كولنز، أشارت الروائية إلى أن هذا الجزء من الثلاثية «يتناول قضايا مثل الفقر المدقع، الجوع، القمع وآثار الحرب». وكشفت أنها استلهمت هذه المواضيع من والدها المحارب في حرب فيتنام، الذي تأكّد - عندما ذهب إلى الحرب في فيتنام - من أن أطفاله فهموا عواقب الحرب وآثارها. لاحظت إيفون زيب من صحيفة كريسشان ساينس مونيتور أن هذا الجزء هو: «الأكثر وحشية من بين الثلاثية» وأن «كولينز لم تأخذ الحرب على محمل الجد، شخصياتها جادلت في المسائل الأخلاقية التي تنطوي عليها التكتيكات الحربية المستخدمة في محاولة الإطاحة بالحكومة الفاسدة وغير الأخلاقية، ودفعوا تكلفة عالية لقاء تلك التكتيكات». كتبت كاتي روبي من صحيفة نيويورك تايمز: «تميل الثلاثية إلى استخدام الأشياء التي تتعلّق بنا ضدنا.» في مجلة يو إس إيه توداي، أشار بوب مينزهايمر إلى أن الرواية تحتوي على التفاؤل: «ينبع الأمل من اليأس. حتى في قادم المدن الفاسدة، هناك مستقبل أفضل».
أشار مينزهايمر أيضًا إلى السؤال الأساسي الذي طُرح من قبل بيتا طوال الرواية: «أهو حقيقي أم غير حقيقي؟.» كما أشارت سوزان كاربنتر في صحيفة لوس أنجلوس تايمز إلى ذلك بالقول: «إن الطائر المُقلِّد تأخذ القراء إلى جوانب جديدة وعالم أكثر تشويشًا ووحشية، حيث من غير الواضح الشخصيات في ذلك العالم يقفون مع أي جانب، عالم تتبدَّلُ فيه الولاءات مرارًا وتكرارًا».

## تاريخ النشر والمبيعات
جائت هذه الرواية لتكون الأخيرة ضمن سلسلة مباريات الجوع، بمقتضى العقد المليوني الذي وقعته كولنز مع مؤسسة إستلاستيك، والذي نص على كتابة سلسلة من ثلاثة أجزاء لرواية مباريات الجوع التي حقّقت نجاحًا عظيمًا منذ أن صدرت في العام 2008. نُشِرت رواية الطائر المُقلِّد لأول مرة، بطبعة مُجلّدة بغلاف فنّي، في الولايات المتحدة وكندا بتاريخ 24 أغسطس 2010، وصدرت في المملكة المتحدة ونيوزيلندا وأستراليا في اليوم الموالي لنشرها في أمريكا الشمالية. زامن صدور الطبعة الأولى، إصدار نسخة مسموعة من الرواية، بصوت الممثلة كارولين ماكورميك التي سبق لها أن أدّت صوتيًا الروايتين الأولى والثانية من الثلاثية، وصدرت النسخة المسموعة من إستلاستيك للصوتيات المتفرعة من الدار المالكة لحقوق الرواية. بإجمالي وقت امتدّ إلى 11 ساعة وأربعين دقيقة. وقد قام مصمّم غلاف مباريات الجوع وألسنة اللهب تيم أوبراين بتصميم غلافها، ثم صدرت لاحقًا طبعات بأغلفة ورقية.
كانت الطبعة الأولى مُحدَّدة بسبعمائة وخمسين ألف نسخة، إلا أن الدار اضطرت إلى رفعها أكثر من مرة، حتى وصلت إلى مليون ومائتي ألف نسخة. بيع من الرواية في الأسبوع الأوّل من صدرها، أكثر من أربعمائة وخمسين ألف نسخة ما بين طبعة فنية مُجلّدة وأخرى إلكترونية، ثم مدّت الدار السوق بأربعمائة ألف نسخة إضافية تلبية للطلب المتزايد على الرواية، حتى وصلت مبيعات الطبعة الأولى إلى مليون وستمائة ألف نسخة، وهو ما «فاق جميع التوقعات» على حد تعبير إيلي بيرجر رئيس شركة إستلاستيك التجارية. النسخة الإلكترونية هي الأخرى، لم يمضِّ سوى أيام على صدورها، حتى تصدرت المبيعات في 29 أغسطس 2010، بعد أن أزاحت رواية الفتاة ذات وشم التنين عن المركز الأول الذي كانت تحتله الأخيرة منذ شهر أبريل من العام نفسه. كذلك ارتفعت مبيعات كلا الجزأين الأولين من الثلاثية، حيث احتلت رواية مباريات الجوع المرتبة الخامسة في قائمة الكتب الأعلى مبيعًا بينما احتلت رواية ألسنة اللهب المرتبة الثامنة. وفي شهر مارس 2012، وصلت مبيعات الرواية إلى تسعة ملايين نسخة. ثم بحلول العام 2018، كان قد بيع منها أكثر من 18 مليون نسخة. ومنذ إصدارها، تُرجمت الرواية - ضمن ترجمة الثلاثية - إلى إحدى وخمسين لغة، وبيعت حقوق نشرها في ست وخمسين دولة ومنطقة. وصدرت النسخة العربية في 12 أغسطس 2011 بترجمة سعيد حسنية، من قبل الدار العربية للعلوم ناشرون.

### الترويج
تضمّنت الحملة التروجية للرواية، إطلاق حفلات مسائية، نُظّمت من خلال العديد من المكتبات. وقد حضرت كوليز الحفل الرسمي لإصدار الرواية، حيث عُقّد في مدينة نيويورك، وشمل تنظيم العديد من الأنشطة الترفيهية، مثل حضور عرّافات لقراءة الطالع بأوراق التاروت، سحرة، مشعوذين وفناني الرسم على الوجه. رُصِدت جوائز عديدة للمشاركين، كان من بينها نسخ موقعة من روايتي مباريات الجوع وألسنة اللهب، إضافة إلى كؤوس موقعة ومنقوشة برموز الثلاثية. قرأت كولنز في حفل الإصدار، الفصل الأول من الرواية، موضحة أنها ستقرأه بلكنة أهالي أبالاتشيا، حيث تنتمي كاتنيس بطلة الثلاثية التي تروي الأحداث. وبحلول منتصف ليلة الحفل، غدت النُسخ تُباع بعد ختمها بتوقيع كولنز، بسبب إصابة لحقت بيدها، منعتها من التوقيع بنفسها.
وجاء ضمن الحملة الدعائية التي سبقت حفل الإصدار، نشر كتيب دعائي للروائية أصدرته مؤسسة إستلاستيك، إضافة إلى إطلاق صفحة رسمية على الفيسبوك، جمعت أكثر من اثنين وعشرين ألف معجب في ظرف عشرة أيام. كذلك عُقّدت مسابقة لبائعي الكتب للفوز بزيارة من كولنز، وأُطلِقت ساعة بعد تنازلي عبر الإنترنت لليلة حفل الإصدار الرسمي.
نُشِرت أيضًا إعلانات دعائية للكتاب على موقعي مجلتي إنترتينمنت ويكلي ورومانتيك تايمز. كما بيع من خلال الجمعية الوطنية لمقتنيات الترفيه أشياء من قبيل قمصان، مُلصقات، ألعاب وأساور متصلة برموز بالرواية. كذلك قامت كولنز بإطلاق جولة مدونة المقاطعات الثلاث عشرة، حيث منح 13 فائزًا نسخة مجانية من رواية الطائر المقلد في 24 أغسطس 2010. نُظّمت جولة أخرى، بدأت في بوكس أوف ووندر في نيويورك حيث أقيم الحفل الرسمي، وانتهت في 6 نوفمبر 2010، في متجر ثيرد بليس بوكس في ليك فورست بارك بولاية واشنطن في أقصى الشمال الغربي من الولايات المتحدة.